# 达赖却尔吉庙
达赖却尔吉庙，又译“达楞巧尔吉庙”、“达来巧尔吉庙”，位于内蒙古自治区锡林郭勒盟苏尼特右旗，是一座藏传佛教格鲁派寺院。

## 简介
达赖却尔吉庙是过去蒙古苏尼特部较著名的寺庙之一。第二次国共内战期间，达赖却尔吉庙是曾发生与中共领导的革命有关的重要事件的寺庙之一。1946年7月，西苏尼特旗18个苏木各阶层代表在苏尼特王府参加第一届代表大会，选举产生了西苏尼特旗民主政府。会后，西苏尼特旗民主政府迁到桑宝力嘎苏木境内的达赖却尔吉庙。1947年9月，国军占领达赖却尔吉庙，西苏尼特旗民主政府被迫转移。
如今，达赖却尔吉庙早已被毁。